# Женская сборная Малайзии по хоккею на траве
Женская сборная Малайзии по хоккею на траве — женская сборная по хоккею на траве, представляющая Малайзию на международной арене. Управляющим органом сборной выступает Женская ассоциация хоккея на траве Малайзии (англ. Malaysian Women's Hockey Association (MWHA)).
Сборная занимает (по состоянию на 16 июня 2014) 21-е место в рейтинге Международной федерации хоккея на траве (FIH).

## Результаты выступлений

### Азиатские игры
- 1982 —
- 1986 — 4-е место
- 1990—2002 — не квалифицированы
- 2006 — 5-е место
- 2010 — 5-е место
- 2014 — 5-е место

### Чемпионат Азии
- 1985 —
- 1989—1993 — не квалифицированы
- 1999 — 6-е место
- 2004 — 6-е место
- 2007 — 5-е место
- 2009 — 5-е место
- 2013 — 5-е место

### Мировая лига
- 2012/13 — 17-е место
- 2014/15 —

### Игры Юго-Восточной Азии
- 1993 —
- 1995 —
- 1997 —
- 1999 —
- 2001 —
- 2007 —
- 2013 —